# Lista de subdivisões de países por população

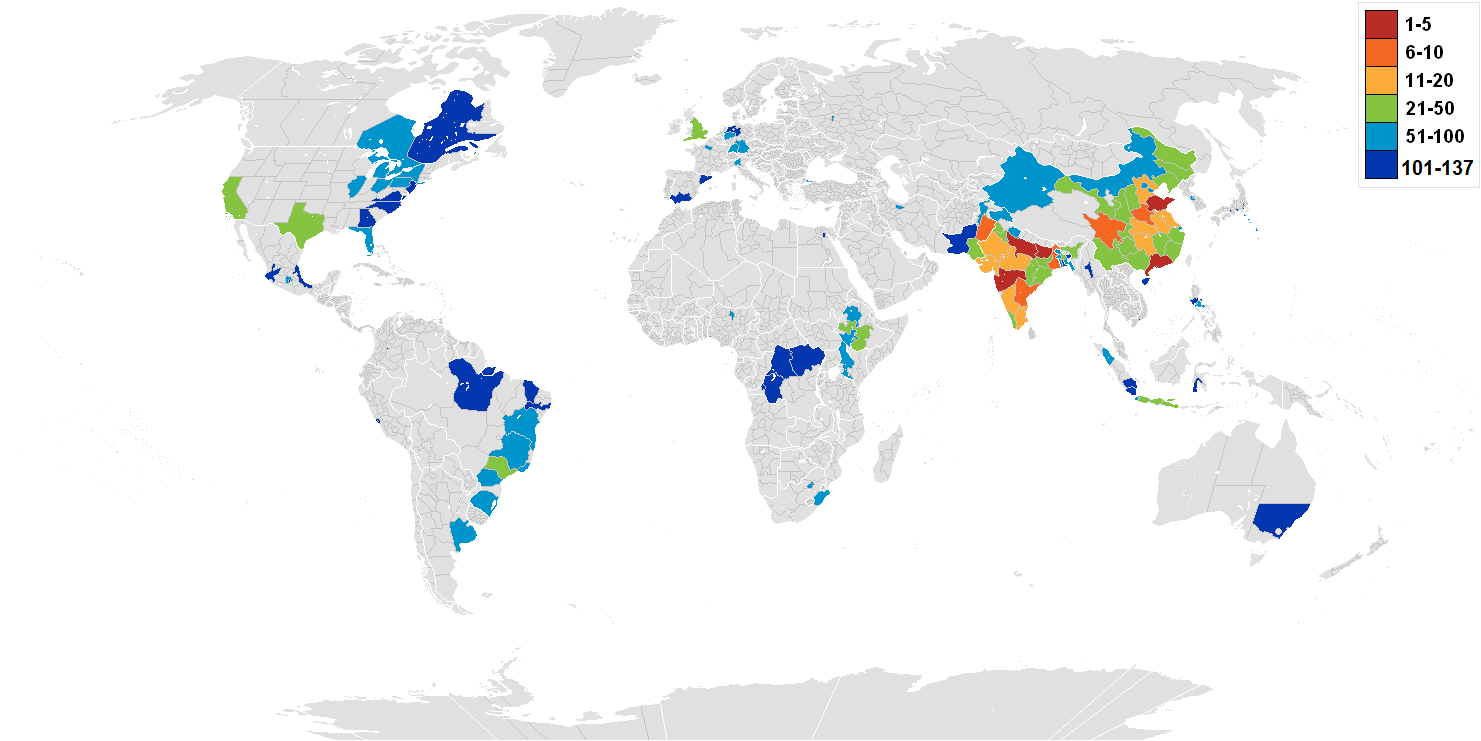
Cinquenta maiores subdivisões por população

Esta é uma lista das mais populosas subdivisões de países no mundo, por ordem de população (estimativa de 2004). Constam somente as subdivisões que excedem 3 milhões em população. As subdivisões que são as mais populosas de seus respectivos países estão em negrito.
A subdivisão mais populosa do mundo, Utar Pradexe (Índia), caso fosse um país, seria o sexto mais populoso da terra. O último item desta lista, o 363.°, seria mais populoso que 63 países do mundo. Quase todas as subdivisões mais populosas do mundo se encontram na China e na Índia, havendo poucas nas Américas e na África.[carece de fontes?]
1. 175 922 300 habitantes em Utar Pradexe, Índia
2. 102 502 700 habitantes em Maarastra, Índia
3. 96 011 200 habitantes em Honã, República Popular da China
4. 93 398 700 habitantes em Xantungue, República Popular da China
5. 87 804 700 habitantes em Biar, Índia
6. 87 795 200 habitantes em Sujuão, República Popular da China
7. 84 989 100 habitantes em Bengala Ocidental, Índia
8. 84 632 500 habitantes em Panjabe, Paquistão
9. 80 228 400 habitantes em Andra Pradexe, Índia
10. 75 976 100 habitantes em Cantão, República Popular da China
11. 73 997 400 habitantes em Jiangsu, República Popular da China
12. 69 365 800 habitantes em Anhui, República Popular da China
13. 69 104 800 habitantes em Hebei, República Popular da China
14. 68 438 400 habitantes em Hunã, República Popular da China
15. 65 802 400 habitantes em Tamil Nadu, Índia
16. 63 974 100 habitantes em Madia Pradexe, Índia
17. 61 775 700 habitantes em Hubei, República Popular da China
18. 59 829 600 habitantes em Rajastão, Índia
19. 55 868 200 habitantes em Carnataca, Índia
20. 44 396 484 habitantes em São Paulo, Brasil
21. 53 604 200 habitantes em Gujarate, Índia
22. 49 446 600 habitantes em Inglaterra, Reino Unido
23. 49 244 200 habitantes em Quancim, República Popular da China
24. 46 773 700 habitantes em Chequião, República Popular da China
25. 42 997 900 habitantes em Liaoning, República Popular da China
26. 42 840 000 habitantes em Jiangxi, República Popular da China
27. 42 119 300 habitantes em Iunã, República Popular da China
28. 20 997 560 habitantes em Minas Gerais, Brasil
29. 38 888 600 habitantes em Orissa, Índia
30. 38 277 900 habitantes em Java Ocidental, Indonésia
31. 38 072 100 habitantes em Heilongjiang, República Popular da China
32. 37 964 700 habitantes em Guizhou, República Popular da China
33. 37 264 500 habitantes em Java Oriental, Indonésia
34. 37 065 100 habitantes em Shaanxi, República Popular da China
35. 36 162 800 habitantes em Califórnia, Estados Unidos
36. 16 635 996 habitantes em Rio de Janeiro, Brasil
37. 34 968 800 habitantes em Sinde, Paquistão
38. 34 341 100 habitantes em Fuquiém, República Popular da China
39. 33 731 000 habitantes em Querala, Índia
40. 33 602 100 habitantes em Xanxim, República Popular da China
41. 33 456 300 habitantes em Java Central, Indonésia
42. 32 339 000 habitantes em Xunquim, República Popular da China
43. 28 508 800 habitantes em Jarcanda, Índia
44. 28 221 700 habitantes em Assão, Índia
45. 26 303 900 habitantes em Gansu, República Popular da China
46. 25 732 900 habitantes em Panjabe, Índia
47. 25 125 000 habitantes em Oromia, Etiópia
48. 24 454 900 habitantes em Mongólia Interior, República Popular da China
49. 24 000 200 habitantes em Amara, Etiópia
50. 15 276 566 habitantes em Bahia, Brasil
51. 22 614 300 habitantes em Texas, Estados Unidos
52. 22 336 100 habitantes em Hariana, Índia
53. 22 032 000 habitantes em Chatisgar, Índia
54. 20 468 700 habitantes em Khyber Pakhtunkhwa, Paquistão
55. 19 302 200 habitantes em Nova Iorque, Estados Unidos
56. 18 933 400 habitantes em Sinquião, República Popular da China
57. 18 576 518 habitantes em Taiwan, Taiwan
58. 18 100 000 habitantes em Renânia do Norte-Vestfália, Alemanha
59. 17 407 300 habitantes em Flórida, Estados Unidos
60. 15 217 045 habitantes em Buenos Aires, Argentina
61. 14 349 700 habitantes em Estado do México, México
62. 14 342 695 habitantes em Deli, Índia
63. 13 968 500 habitantes em Xangai, República Popular da China
64. 13 918 200 habitantes em Região das Nações, Nacionalidades e Povos do Sul, Etiópia
65. 13 498 500 habitantes em Tagalog do Sul, Filipinas
66. 12 760 700 habitantes em Illinois, Estados Unidos
67. 12 480 500 habitantes em Sumatra Setentrional, Indonésia
68. 12 444 700 habitantes em Baviera, Alemanha
69. 12 419 600 habitantes em Ontário, Canadá
70. 12 398 200 habitantes em Pensilvânia, Estados Unidos
71. 12 292 400 habitantes em Tóquio, Japão
72. 11 931 700 habitantes em Teerão, Irão
73. 11 879 300 habitantes em Pequim, República Popular da China
74. 11 755 500 habitantes em Moscovo, Rússia
75. 11 483 400 habitantes em Oaio, Estados Unidos
76. 11 264 000 habitantes em Ilha de França, França
77. 11 100 400 habitantes em Istambul, Turquia
78. 11 286 500 habitantes em Rio Grande do Sul, Brasil
79. 10 721 600 habitantes em Bade-Vurtemberga, Alemanha
80. 10 668 400 habitantes em Jamu e Caxemira, Índia
81. 10 405 000 habitantes em Lagos, Nigéria
82. 10 330 100 habitantes em Grande Manila, Filipinas
83. 10 276 968 habitantes em Seul, Coreia do Sul
84. 11 242 720 habitantes em Paraná, Brasil
85. 10 150 000 habitantes em Continente, Portugal
86. 10 137 900 habitantes em Míchigan, Estados Unidos
87. 10 070 500 habitantes em KwaZulu-Natal, África do Sul
88. 10 045 700 habitantes em Lombardia, Itália
89. 10 041 800 habitantes em Gyeonggi, Coreia do Sul
90. 9 964 100 habitantes em Cano, Nigéria
91. 9 839 100 habitantes em Gauteng, África do Sul
92. 9 576 600 habitantes em Tianjin, República Popular da China
93. 9 023 600 habitantes em Central Luzon, Filipinas
94. 8 987 800 habitantes em Jacarta, Indonésia
95. 8 983 500 habitantes em Utaranchal, Índia
96. 8 875 600 habitantes em Geórgia, Estados Unidos
97. 8 804 800 habitantes em Osaka, Japão
98. 8 749 200 habitantes em Nova Jérsei, Estados Unidos
99. 8 720 700 habitantes em Cidade do México, México
100. 8 683 800 habitantes em Kanagawa, Japão
101. 8 676 400 habitantes em Banten, Indonésia
102. 8 634 500 habitantes em Celebes Meridional, Indonésia
103. 8 596 800 habitantes em Daca, Bangladexe
104. 8 551 300 habitantes em Carolina do Norte, Estados Unidos
105. 8 443 800 habitantes em Pernambuco, Brasil
106. 8 234 100 habitantes em Quinxassa, República Democrática do Congo
107. 8 164 500 habitantes em Vale do Rift, Quénia
108. 8 113 600 habitantes em Cairo, Egito
109. 8 078 700 habitantes em Ceará, Brasil
110. 8 004 300 habitantes em Baixa Saxônia, Alemanha
111. 7 935 100 habitantes em Andaluzia, Espanha
112. 7 772 800 habitantes em Hainan, República Popular da China
113. 7 591 700 habitantes em Baluchistão, Paquistão
114. 7 529 100 habitantes em Quebec, Canadá
115. 7 517 700 habitantes em Grande Londres, Inglaterra
116. 7 489 600 habitantes em Virgínia, Estados Unidos
117. 7 464 700 habitantes em Irauádi, Mianmar
118. 7 391 800 habitantes em Sumatra do Sul, Indonésia
119. 7 363 069 habitantes em Lima, Peru
120. 7 222 300 habitantes em Lampung, Indonésia
121. 7 181 100 habitantes em Aichi, Japão
122. 7 167 700 habitantes em Chatigão, Bangladexe
123. 7 124 700 habitantes em Oriental, República Democrática do Congo
124. 7 101 800 habitantes em Bandundu, República Democrática do Congo
125. 7 081 000 habitantes em Região Central, Uganda
126. 7 079 000 habitantes em Saitama, Japão
127. 7 000 000 habitantes em Catalunha, Espanha
128. 6 996 800 habitantes em Bogotá, Colômbia
129. 6 980 900 habitantes em Veracruz, México
130. 6 926 000 habitantes em Pará, Brasil
131. 6 868 500 habitantes em Nova Gales do Sul, Austrália
132. 6 851 300 habitantes em Divisão de Mandalay, Mianmar
133. 6 798 700 habitantes em Região Oeste, Uganda
134. 6 739 100 habitantes em Caduna, Nigéria
135. 6 724 600 habitantes em Hong Kong (República Popular da China)
136. 6 709 200 habitantes em Banguecoque, Tailândia
137. 6 677 000 habitantes em Bagdá, Iraque
138. 6 676 000 habitantes em Região Leste, Uganda
139. 6 618 538 habitantes em Oblast de Moscou, Rússia
140. 6 595 500 habitantes em Equador, República Democrática do Congo
141. 6 572 200 habitantes em Visayas Ocidental, Filipinas
142. 6 556 400 habitantes em Oió, Nigéria
143. 6 540 700 habitantes em Jalisco, México
144. 6 514 500 habitantes em Cabo Oriental, África do Sul
145. 6 480 500 habitantes em Massachusetts, Estados Unidos
146. 6 444 300 habitantes em Coração, Irão
147. 6 438 500 habitantes em Himachal Pradexe, Índia
148. 6 407 800 habitantes em Catsina, Nigéria
149. 6 311 300 habitantes em Central Visayas, Filipinas
150. 6 212 300 habitantes em Região Metropolitana de Santiago, Chile
151. 6 223 200 habitantes em Indiana, Estados Unidos
152. 6 221 900 habitantes em Washington, Estados Unidos
153. 6 151 900 habitantes em Meca, Arábia Saudita
154. 6 117 251 habitantes em Cidade de Ho Chi Minh, Vietname
155. 6 105 200 habitantes em Hesse, Alemanha
156. 6 086 100 habitantes em Maranhão, Brasil
157. 6 067 000 habitantes em Comunidade autónoma de Madrid, Espanha
158. 6 026 600 habitantes em Chiba, Japão
159. 5 950 200 habitantes em Ningxia, República Popular da China
160. 5 943 300 habitantes em Divisão de Yangon, Mianmar
161. 5 893 300 habitantes em Kasaï Oriental, República Democrática do Congo
162. 5 893 100 habitantes em Tennessee, Estados Unidos
163. 5 893 000 habitantes em Ródano-Alpes, França
164. 5 886 000 habitantes em Lácio, Itália
165. 5 860 500 habitantes em Campânia, Itália
166. 5 840 700 habitantes em Santa Catarina, Brasil
167. 5 767 100 habitantes em Divisão de Sagaing, Mianmar
168. 5 761 300 habitantes em Arizona, Estados Unidos
169. 5 742 800 habitantes em Missúri, Estados Unidos
170. 5 712 100 habitantes em Guizé, Egito
171. 5 705 200 habitantes em Mindanao do Sul, Filipinas
172. 5 689 200 habitantes em Antioquia, Colômbia
173. 5 683 700 habitantes em Divisão de Bago, Mianmar
174. 5 671 500 habitantes em Hokkaido, Japão
175. 5 668 200 habitantes em Hyogo, Japão
176. 5 663 600 habitantes em Região Norte, Uganda
177. 5 651 700 habitantes em Sérvia Central, Sérvia
178. 5 604 000 habitantes em Marilândia, Estados Unidos
179. 5 591 200 habitantes em Rivers, Nigéria
180. 5 561 800 habitantes em Xã, Mianmar
181. 5 524 000 habitantes em Goiás, Brasil
182. 5 511 400 habitantes em Wisconsin, Estados Unidos
183. 5 482 300 habitantes em Limpopo, África do Sul
184. 5 480 200 habitantes em Puebla, México
185. 5 424 700 habitantes em Comilla, Bangladexe
186. 5 412 300 habitantes em Oriental, Quénia
187. 5 311 200 habitantes em Riau, Indonésia
188. 5 282 500 habitantes em Krai de Krasnodar, Rússia
189. 5 280 700 habitantes em Riade, Arábia Saudita
190. 5 250 800 habitantes em Tasquente, Uzbequistão
191. 5 194 600 habitantes em Mymensingh, Bangladexe
192. 5 154 900 habitantes em Antananarivo, Madagascar
193. 5 135 800 habitantes em Voivodato de Masóvia, Polónia
194. 5 132 300 habitantes em Nianza, Quénia
195. 5 130 700 habitantes em Benue, Nigéria
196. 5 124 100 habitantes em Xarqia, Egito
197. 5 093 700 habitantes em Escócia, Reino Unido
198. 5 089 900 habitantes em Minesota, Estados Unidos
199. 5 081 300 habitantes em Kivu do Norte, República Democrática do Congo
200. 5 078 800 habitantes em Fukuoka, Japão
201. 5 047 400 habitantes em Dacalia, Egito
202. 5 028 700 habitantes em Sicília, Itália
203. 5 014 000 habitantes em Barcelona, Espanha
204. 4 989 900 habitantes em Victoria, Austrália
205. 4 979 400 habitantes em Chinghai, República Popular da China
206. 4 970 500 habitantes em Bicol, Filipinas
207. 4 930 500 habitantes em Jigawa, Nigéria
208. 4 919 000 habitantes em Guanajuato, México
209. 4 904 600 habitantes em Vêneto, Itália
210. 4 847 500 habitantes em Divisão de Magwe, Mianmar
211. 4 893 900 habitantes em Cabo Ocidental, África do Sul
212. 4 765 100 habitantes em Akwa Ibom, Nigéria
213. 4 757 700 habitantes em al-Buhaira, Egito
214. 4 708 000 habitantes em Kasaï Ocidental, República Democrática do Congo
215. 4 707 800 habitantes em Oblast de Donetsk, Ucrânia
216. 4 703 600 habitantes em Silésia, Polónia
217. 4 666 000 habitantes em Provença-Alpes-Costa Azul, França
218. 4 661 200 habitantes em São Petersburgo, Rússia
219. 4 660 400 habitantes em Colorado, Estados Unidos
220. 4 646 300 habitantes em Bauchi, Nigéria
221. 4 552 000 habitantes em Sumatra Ocidental, Indonésia
222. 4 543 100 habitantes em Ilocos, Filipinas
223. 4 539 100 habitantes em Borno, Nigéria
224. 4 537 700 habitantes em Somali, Etiópia
225. 4 521 300 habitantes em Alabama, Estados Unidos
226. 4 512 900 habitantes em Lagunes, Costa do Marfim
227. 4 506 900 habitantes em Luisiana, Estados Unidos
228. 4 474 000 habitantes em Cartum, Sudão
229. 4 464 800 habitantes em Valle del Cauca, Colômbia
230. 4 461 200 habitantes em Oblast de Sverdlovsk, Rússia
231. 4 460 600 habitantes em Emília-Romanha, Itália
232. 4 436 300 habitantes em Imo, Nigéria
233. 4 434 000 habitantes em Ancara, Turquia
234. 4 406 800 habitantes em Piemonte, Itália
235. 4 404 000 habitantes em Oblast de Rostov, Rússia
236. 4 395 600 habitantes em Ispaã, Irão
237. 4 381 900 habitantes em Selangor, Malásia
238. 4 351 700 habitantes em Central, Quénia
239. 4 346 500 habitantes em Catanga, República Democrática do Congo
240. 4 329 700 habitantes em Chiapas, México
241. 4 321 900 habitantes em Kalimantan do Oeste, Indonésia
242. 4 314 400 habitantes em Saxônia, Alemanha
243. 4 295 200 habitantes em Nusa Tenggara do Oeste, Indonésia
244. 4 278 000 habitantes em Cuzistão, Irão
245. 4 234 200 habitantes em Nusa Tenggara do Oeste, Indonésia
246. 4 323 600 habitantes em Fars, Irão
247. 4 220 800 habitantes em Colúmbia Britânica, Canadá
248. 4 211 300 habitantes em Aceh, Indonésia
249. 4 206 500 habitantes em Tigré, Etiópia
250. 4 198 000 habitantes em Carolina do Sul, Estados Unidos
251. 4 195 500 habitantes em Socoto, Nigéria
252. 4 176 500 habitantes em Abia, Nigéria
253. 4 140 700 habitantes em Kentucky, Estados Unidos
254. 4 114 400 habitantes em Delta, Nigéria
255. 4 104 336 habitantes em Bascortostão, Rússia
256. 4 098 400 habitantes em Oxum, Nigéria
257. 4 068 900 habitantes em Garbia, Egito
258. 4 066 900 habitantes em Michoacán, México
259. 4 066 300 habitantes em Renânia-Palatinado, Alemanha
260. 4 051 300 habitantes em Apúlia, Itália
261. 4 045 500 habitantes em Kivu do Sul, República Democrática do Congo
262. 4 041 300 habitantes em Nuevo León, México
263. 4 026 000 habitantes em Norte-Pas-de-Calais, França
264. 4 021 000 habitantes em Níger, Nigéria
265. 4 006 600 habitantes em Ogum, Nigéria
266. 3 977 300 habitantes em Alexandria, Egito
267. 3 966 600 habitantes em Ondo, Nigéria
268. 3 960 700 habitantes em Tangail, Bangladexe
269. 3 954 200 habitantes em Minia, Egito
270. 3 947 000 habitantes em Caliubia, Egito
271. 3 940 900 habitantes em Congo Central, República Democrática do Congo
272. 3 924 800 habitantes em Ocidental, Quénia
273. 3 865 100 habitantes em Noroeste, África do Sul
274. 3 845 700 habitantes em Ática, Grécia
275. 3 819 000 habitantes em Queensland, Austrália
276. 3 814 900 habitantes em Visayas Oriental, Filipinas
277. 3 788 500 habitantes em Shizuoka, Japão
278. 3 788 200 habitantes em Fianarantsoa, Madagascar
279. 3 780 000 habitantes em Zambézia, Moçambique
280. 3 779 300 habitantes em Tartaristão, Rússia
281. 3 750 500 habitantes em Condado de Taipé, Taiwan
282. 3 748 100 habitantes em Esmirna, Turquia
283. 3 742 800 habitantes em Caxemira Livre, Paquistão
284. 3 741 200 habitantes em Casablanca, Marrocos
285. 3 734 000 habitantes em Toscana, Itália
286. 3 732 100 habitantes em Soague, Egito
287. 3 705 900 habitantes em Região Norte, Portugal
288. 3 695 100 habitantes em Adamaua, Nigéria
289. 3 658 800 habitantes em Território federal das Áreas Tribais, Paquistão
290. 3 651 100 habitantes em Oaxaca, México
291. 3 646 600 habitantes em Thanh Hoa, Vietname
292. 3 618 900 habitantes em Oregon, Estados Unidos
293. 3 618 200 habitantes em Nampula, Moçambique
294. 3 611 900 habitantes em Oblast de Chelyabinsk, Rússia
295. 3 589 000 habitantes em Kebbi, Nigéria
296. 3 581 400 habitantes em Bogra, Bangladexe
297. 3 570 900 habitantes em Paraíba, Brasil
298. 3 560 700 habitantes em Zanfara, Nigéria
299. 3 546 900 habitantes em Província Oriental, Arábia Saudita
300. 3 546 000 habitantes em Enugu, Nigéria
301. 3 542 300 habitantes em Kogi, Nigéria
302. 3 541 800 habitantes em Oclaoma, Estados Unidos
303. 3 529 700 habitantes em Busan, Coreia do Sul
304. 3 524 000 habitantes em Oblast de Nizhny Novgorod, Rússia
305. 3 523 200 habitantes em Axânti, Gana
306. 3 512 200 habitantes em Connecticut, Estados Unidos
307. 3 510 400 habitantes em Pyongan Sul, Coreia do Norte
308. 3 509 300 habitantes em Plateau, Nigéria
309. 3 499 500 habitantes em Singapura
310. 3 482 700 habitantes em Azerbaijão Oriental, Irão
311. 3 477 000 habitantes em Holanda do Sul, Holanda
312. 3 471 100 habitantes em Lisboa e Vale do Tejo, Portugal
313. 3 450 500 habitantes em Edo, Nigéria
314. 3 430 500 habitantes em Oblast de Dnipropetrovsk, Ucrânia
315. 3 421 900 habitantes em Espírito Santo, Brasil
316. 3 411 300 habitantes em Guayas, Equador
317. 3 396 300 habitantes em Berlim, Alemanha
318. 3 380 800 habitantes em Tripura, Índia
319. 3 375 900 habitantes em Bali, Indonésia
320. 3 370 100 habitantes em Hamgyong Sul, Coreia do Norte
321. 3 360 300 habitantes em Voivodia da Grande Polônia, Polónia
322. 3 355 700 habitantes em Amazonas, Brasil
323. 3 348 700 habitantes em Assiute, Egito
324. 3 347 800 habitantes em Mindanao Ocidental, Filipinas
325. 3 345 000 habitantes em Joguejacarta, Indonésia
326. 3 344 000 habitantes em País do Loire, França
327. 3 327 900 habitantes em Mpumalanga, África do Sul
328. 3 296 500 habitantes em Monufia, Egito
329. 3 281 600 habitantes em Zulia, Venezuela
330. 3 274 700 habitantes em Chihuahua, México
331. 3 264 841 habitantes em Oblast de Tyumen, Rússia
332. 3 262 300 habitantes em Pequena Polónia, Polónia
333. 3 246 800 habitantes em Oblast de Samara, Rússia
334. 3 242 200 habitantes em Marraquexe-Tensift-Al Haouz, Marrocos
335. 3 236 000 habitantes em Alepo, Síria
336. 3 233 300 habitantes em Souss-Massa-Drâa, Marrocos
337. 3 224 400 habitantes em Alberta, Canadá
338. 3 216 000 habitantes em Grande Acra, Gana
339. 3 198 300 habitantes em Córdoba, Argentina
340. 3 198 200 habitantes em Calimantã do Sul, Indonésia
341. 3 196 100 habitantes em Guerrero, México
342. 3 186 200 habitantes em Pyongan Norte, Coreia do Norte
343. 3 129 300 habitantes em Santa Fé, Argentina
344. 3 116 100 habitantes em Pyongyang, Coreia do Norte
345. 3 113 400 habitantes em Muanza, Tanzânia
346. 3 112 800 habitantes em Ilha, Sudão
347. 3 106 800 habitantes em Darfur do Sul, Sudão
348. 3 091 300 habitantes em Cabul, Afeganistão
349. 3 083 800 habitantes em Hanói, Vietname
350. 3 066 700 habitantes em Ouest, Haiti
351. 3 061 300 habitantes em Cross River, Nigéria
352. 3 059 900 habitantes em Rakhine, Mianmar
353. 3 053 600 habitantes em Vale de Cagayan, Filipinas
354. 3 049 000 habitantes em Aquitânia, França
355. 3 041 000 habitantes em Gyeongsang Sul, Coreia do Sul
356. 3 024 000 habitantes em Dinajpur, Bangladexe
357. 3 019 100 habitantes em Argel, Argélia
358. 3 014 800 habitantes em Kishoreganj, Bangladexe
359. 3 014 800 habitantes em Sirajganj, Bangladexe
360. 3 013 100 habitantes em Piauí, Brasil
361. 3 012 600 habitantes em Alagoas, Brasil
362. 3 011 000 habitantes em Bretanha, França
363. 3 007 800 habitantes em Ibaraki, Japão
364. 3 003 200 habitantes em Nghe An, Vietname